# محمد امامی (ورزشکار)
محمد امامی (زاده ۱۱ فروردین ۱۳۷۱ - تهران) تکواندوکار اهل کشور ایران است.
از افتخارات وی می‌توان به کسب مدال طلا مسابقات تکواندو نوجوانان آسیا ۲۰۰۹ و مدال طلا تکواندو وزن ۸۷ کیلوگرم در مسابقات ارتش‌های جهان ۲۰۱۲ ویتنام اشاره کرد.